# Arutua (atoll)
Pour les articles homonymes, voir Arutua.
Arutua, également nommé Ngaru-atua, est un atoll situé dans l'archipel des Tuamotu en Polynésie française dans le sous-groupe des Îles Palliser. Arutua est le chef-lieu de la commune de Arutua, qui regroupe trois atolls.

## Géographie

### Situation
Arutua est situé à 18 km à l'ouest d'Apataki, l'île la plus proche, à 34 km à l'est de Rangiroa et à 368 km au nord-est de Tahiti. De forme pratiquement ronde, il mesure 31 km de longueur et 26 km de largeur maximale, pour une surface des terres émergées de 15 km2 répartis en une cinquantaine de motus et un lagon d'une superficie de 484 km2 accessible par une passe unique située au sud-est.

### Géologie
D'un point de vue géologique, l'atoll est l'excroissance corallienne (de quelques mètres) du sommet d'un petit mont volcanique sous-marin homonyme, qui mesure 1 380 mètres depuis le plancher océanique et fut formé il y a 60,2 à 62,1 millions d'années.

### Démographie
En 2017, la population totale d'Arutua est de 808 personnes, principalement regroupées dans le village de Rautini, situé à l'est de l'atoll près de la passe de Manina ; son évolution est la suivante :
| 249                                                     | 288 | 520 | 662 | 725 | 680 | 808 |
| Sources ISPF et Gouvernement de la Polynésie française. |     |     |     |     |     |     |

## Histoire

### Découverte par les Européens
La première mention attestée de l'atoll est faite par l'explorateur hollandais Jakob Roggeveen qui l'aborde le 27 mai 1722,. Il est mentionné par James Cook lors de son deuxième voyage en Polynésie le 19 avril 1774 qui l'associe aux îles Palliser. Le 23 avril 1816, c'est le navigateur Otto von Kotzebue qui aborde l'atoll et le nomme du nom de son navire Rurik, puis en 1826, c'est au tour du Britannique Frederick Beechey d'y mouiller et de le nommer Cockburn Island. L'atoll Rurik est visité par deux fois par Charles Wilkes lors de l'Expédition Wilkes les 7 septembre 1839 et 13 décembre 1840.

### Époque contemporaine
Au XIXe siècle, Arutua devient un territoire français, sous l'autorité du chef de Kaukura, où se développe la production d'huile de coco (environ huit tonneaux par an vers 1860) et la perliculture. Au milieu du XIXe siècle, l'atoll est évangélisé avec la fondation de la paroisse Saint-Antoine en 1873, fusionnée dans la paroisse Saint-Philippe d'Apataki en 2004, dépendant du diocèse de Papetee.
En 1983, un important cyclone dévaste une partie de l'atoll.
Le 23 mars 2020, le palengrier chinois Shen Gang Shun 1 s'échoue sur le platier d'Arutua et y reste encastré avec 75 tonnes de cargaison de poisson et 250 tonnes de carburant, provoquant un début de pollution sur le platier et dans les eaux environnantes ce qui nécessite l'intervention de moyens lourds pour le pompage des réservoirs et le déséchouement du navire,. Les tentatives de remise à flot ayant échoué, le bateau reste encastré dans le récif sans que l'armateur ni le propriétaire ne s'engagent dans un nouveau plan d'extraction entrainant une bataille judiciaire.

## Économie
L'atoll, relativement peuplé, vit du tourisme, de la culture du coprah, de la pêche en parcs à poissons dans les hoas et de la perliculture. Cette dernière activité est principalement menée par la ferme Nauta située à l'est d'Arutua qui est autorisée à exploiter, sur 1 300 ha (et 600 lignes de collectage de naissain), cette partie du lagon pour l'élevage et les greffes. L'atterrage du câble sous-marin Natitua et sa mise en service en décembre 2018 permet à Arutua d'être relié à Tahiti et à l'internet mondial à haut-débit.
Il existe un petit aérodrome au nord de l'atoll, ouvert en 1984, disposant une piste de 1 200 mètres. Il accueille, en moyenne, environ 350 à 400 vols pour 10 000 passagers par an, dont 30% en transit. Son trafic est en croissance régulière de 5% par an depuis près de dix ans.